# FA Cup 1878/79
Der FA Cup 1878/79 war die achte Austragung des The Football Association Challenge Cup (meist als FA Cup bekannt). Die Pokalsaison begann mit 43 Vereinen, wurde letztlich jedoch nur von 37 Vereinen real ausgespielt.
Der Pokalwettbewerb startete am 19. Oktober 1878 mit der Ersten Runde und endete mit dem Finalspiel im Kennington Oval in London am 29. März 1879 vor einer Kulisse von etwa 5.500 Zuschauern. Der Sieger des Wettbewerbes wurden zum ersten Mal die Old Etonians. Unterlegener Finalist waren die Clapham Rovers.

## Wettbewerb

### Erste Runde
| Datum             |                          | Ergebnis |                      |
| ----------------- | ------------------------ | -------- | -------------------- |
| 19. Oktober 1878  | Barnes FC                | 1:1      | FC Maidenhead        |
| 28. Oktober 1878  | FC Sheffield             | 1:1      | Grantham Town        |
| 30. Oktober 1878  | Upton Park FC            | 5:0      | Saffron Walden Town  |
| 2. November 1878  | FC Forest School         | 7:2      | FC Rochester         |
| 2. November 1878  | Old Harrovians FC        | 8:0      | Southill Park        |
| 2. November 1878  | FC Romford               | 3:1      | FC Ramblers          |
| 2. November 1878  | Oxford University AFC    | 7:0      | Wednesbury Strollers |
| 9. November 1878  | FC Brentwood             | 1:3      | FC Pilgrims          |
| 9. November 1878  | Cambridge University AFC | 2:0      | Herts Rangers        |
| 9. November 1878  | Grey Friars              | 2:1      | FC Marlow            |
| 9. November 1878  | FC Reading               | 1:0      | FC Hendon            |
| 9. November 1878  | Royal Engineers AFC      | 3:0      | FC Old Foresters     |
| 9. November 1878  | FC Swifts                | 2:1      | FC Hawks             |
| 9. November 1878  | Wanderers FC             | 2:7      | Old Etonians         |
| 16. November 1878 | Notts County             | 1:3      | Nottingham Forest    |
| nicht ausgetragen | Clapham Rovers           |          | FC Finchley          |
| nicht ausgetragen | FC Darwen                |          | FC Birch             |
| nicht ausgetragen | FC Minerva               |          | 105th Regiment FC    |
| nicht ausgetragen | Panthers FC              |          | FC Runnymede         |
| nicht ausgetragen | FC Remnants              |          | FC Unity             |
| nicht ausgetragen | FC South Norwood         |          | FC Leyton            |
| Freilos           | FC Eagley                |          |                      |

#### Wiederholungsspiele
| Datum             |               | Ergebnis |              |
| ----------------- | ------------- | -------- | ------------ |
| 9. November 1878  | FC Maidenhead | 0:4      | Barnes FC    |
| 16. November 1878 | Grantham Town | 1:3      | FC Sheffield |

### Zweite Runde
| Datum             |                          | Ergebnis |                     |
| ----------------- | ------------------------ | -------- | ------------------- |
| 4. Dezember 1878  | Cambridge University AFC | 3:0      | FC South Norwood    |
| 7. Dezember 1878  | Clapham Rovers           | 10:10    | FC Forest School    |
| 7. Dezember 1878  | FC Darwen                | 0:0      | FC Eagley           |
| 7. Dezember 1878  | Grey Friars              | 0:3      | FC Minerva          |
| 7. Dezember 1878  | Oxford University AFC    | 4:0      | Royal Engineers AFC |
| 18. Dezember 1878 | FC Reading               | 0:1      | Old Etonians        |
| 21. Dezember 1878 | Nottingham Forest        | 2:0      | FC Sheffield        |
| 21. Dezember 1878 | Old Harrovians FC        | 3:0      | Panthers FC         |
| 21. Dezember 1878 | FC Remnants              | 6:2      | FC Pilgrims         |
| 21. Dezember 1878 | FC Swifts                | 3:1      | FC Romford          |
| 4. Januar 1879    | Barnes FC                | 3:2      | Upton Park FC       |

#### Wiederholungsspiel
| Datum             |           | Ergebnis |           |
| ----------------- | --------- | -------- | --------- |
| 21. Dezember 1878 | FC Darwen | 4:1      | FC Eagley |

### Dritte Runde
| Datum           |                       | Ergebnis |                      |
| --------------- | --------------------- | -------- | -------------------- |
| 11. Januar 1879 | Old Etonians          | 5:2      | FC Minerva           |
| 28. Januar 1879 | Old Harrovians FC     | 0:2      | Nottingham Forest    |
| 30. Januar 1879 | FC Remnants           | 2:3      | FC Darwen            |
| 6. Februar 1879 | Clapham Rovers        | 1:0      | Cambridge University |
| 6. Februar 1879 | Oxford University AFC | 2:1      | Barnes FC            |
| Freilos         | FC Swifts             |          |                      |

### Vierte Runde
| Datum            |                   | Ergebnis |                       |
| ---------------- | ----------------- | -------- | --------------------- |
| 13. Februar 1879 | Old Etonians      | 5:5      | FC Darwen             |
| 25. Februar 1879 | Nottingham Forest | 2:1      | Oxford University AFC |
| 8. März 1879     | Clapham Rovers    | 8:1      | FC Swifts             |

#### Wiederholungsspiele
| Datum         |              | Ergebnis |           |
| ------------- | ------------ | -------- | --------- |
| 8. März 1879  | Old Etonians | 2:2      | Darwen    |
| 15. März 1879 | Old Etonians | 6:2      | FC Darwen |

### Halbfinale
Das Spiel wurde am 16. März 1879 ausgetragen.
|                | Ergebnis |                   | Ort                     |
| -------------- | -------- | ----------------- | ----------------------- |
| Old Etonians   | 2:1      | Nottingham Forest | Kennington Oval, London |
| Clapham Rovers |          | Freilos           |                         |

### Finale
| Old Etonians                                       | Old Etonians | Clapham Rovers | Clapham Rovers |
| -------------------------------------------------- | --- | --- | -------------- |
| Old Etonians                                       | \| Finale \| \| Samstag, 29. März 1879 in London (Kennington Oval) \| \| Ergebnis: 1:0 (0:0) \| \| Zuschauer: 4.500 \| \| Schiedsrichter: Charles William Alcock \| \| Spielbericht \| | \| Finale \| \| Samstag, 29. März 1879 in London (Kennington Oval) \| \| Ergebnis: 1:0 (0:0) \| \| Zuschauer: 4.500 \| \| Schiedsrichter: Charles William Alcock \| \| Spielbericht \|     | Clapham Rovers |
| Old Etonians                                       | John Purvis Hawtrey – Edward Christian, Lindsay Bury – Arthur Kinnaird, Edgar Lubbock, Charles Clerke – Norman Pares, Harry Goodhart, Herbert Whitfeld, John Chevallier, Mark Beaufoy  | Reginald Birkett – Robert Ogilvie, Edgar Field – Norman Bailey, James Prinsep, Frederick Rawson – Arthur J. Stanley, Stanley Scott, Herbert Bevington, Edward Growse, Cecil Keith-Falconer | Clapham Rovers |
| Old Etonians                                       | 1:0 Charles Clerke (59.) | | Clapham Rovers |
| Finale                                             | | |                |
| Samstag, 29. März 1879 in London (Kennington Oval) | | |                |
| Ergebnis: 1:0 (0:0)                                | | |                |
| Zuschauer: 4.500                                   | | |                |
| Schiedsrichter: Charles William Alcock             | | |                |
| Spielbericht                                       | | |                |